# Old Third District Courthouse
Das Old Third District Courthouse ist das heutige Besucherzentrum des New Bedford Whaling National Historical Park in New Bedford im Bundesstaat Massachusetts der Vereinigten Staaten. Es wurde ursprünglich als Sitz einer Bank errichtet und später als Gerichtsgebäude genutzt, wodurch es seinen bis heute bestehenden Namen erhielt.

## Geschichte
Das Gebäude verfügt über zwei Geschosse und ist mit einer Fassade aus Sandstein verkleidet. Ein schmales Gesims überragt die Fenster und den Haupteingang, der von einer mit Granitbalustraden versehenen Veranda umgeben ist. Die Dachlinie ist durch einen Giebel gekennzeichnet. An der Vorderseite befindet sich die Inschrift „THIRD DISTRICT COVRT OF BRISTOL“ auf Höhe der zweiten Etage. Das Gebäude steht diagonal gegenüber dem U.S. Customhouse.
Das Bauwerk wurde 1853 von der Bank New Bedford Institute for Savings errichtet, jedoch im Zuge des Niedergangs des Walfangs aufgegeben. Spätere Nutzer waren das namensgebende Gericht, ein Antiquitätengeschäft und eine weitere Bank, bis es 1995 von der Waterfront Historic Preservation League (WHALE) gekauft und an den National Park Service übergeben wurde. 1971 folgte die Eintragung in das National Register of Historic Places. Bereits seit 1966 ist es Contributing Property zum New Bedford Historic District.